# 一车乡
一车乡，是中华人民共和国四川省凉山彝族自治州雷波县曾经下辖的一个乡。2020年6月，撤销一车乡，原一车乡马尔洪村所属行政区域为瓦岗镇的行政区域，原一车乡踏清村、塔古村、瓦古村、恩阿洛村所属行政区域划归莫红乡管辖。

## 行政区划
一车乡撤销前下辖以下地区：
踏清村、马尔洪村、塔古村、瓦古村和恩阿洛村。